# Charváti

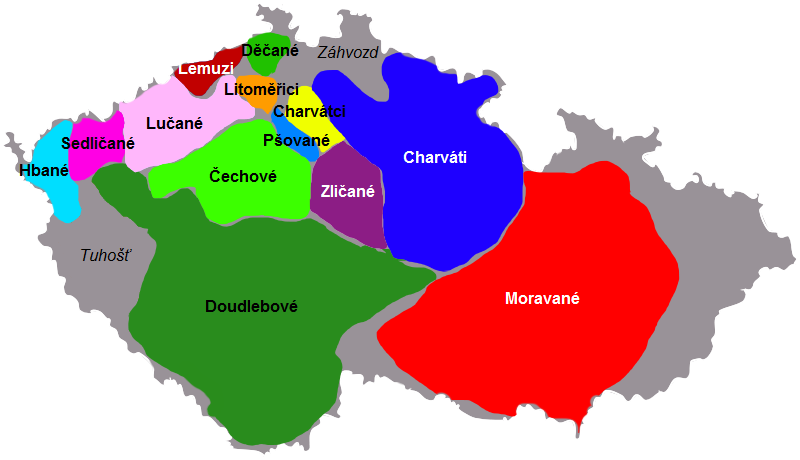
Charváti na mapě s ostatními kmeny v hranicích moderní České republiky

Charváti je označení skupiny obyvatel českého území před vznikem českého státu, jeden z mytických českých kmenů (jejich existence je potvrzena na základě mnoha nepřímých důkazů) obývající v raném středověku dnešní východní a severovýchodní Čechy a Polsko v oblasti Kladské Nisy. Tento předpoklad vychází ze zmínky v Kosmově kronice (dle Kosmovy kroniky odešla do charvátského exilu česká kněžna Drahomíra ze Stodor poté, co její syn Boleslav nechal zabít svatého Václava). Koncem 10. století měli podlehnout rozpínajícímu se přemyslovskému státu, za kterého se kmenové obyvatelstvo přetvořilo v český národ. Hypoteticky se uvažuje o jejich totožnosti s Bílými Chorvaty.

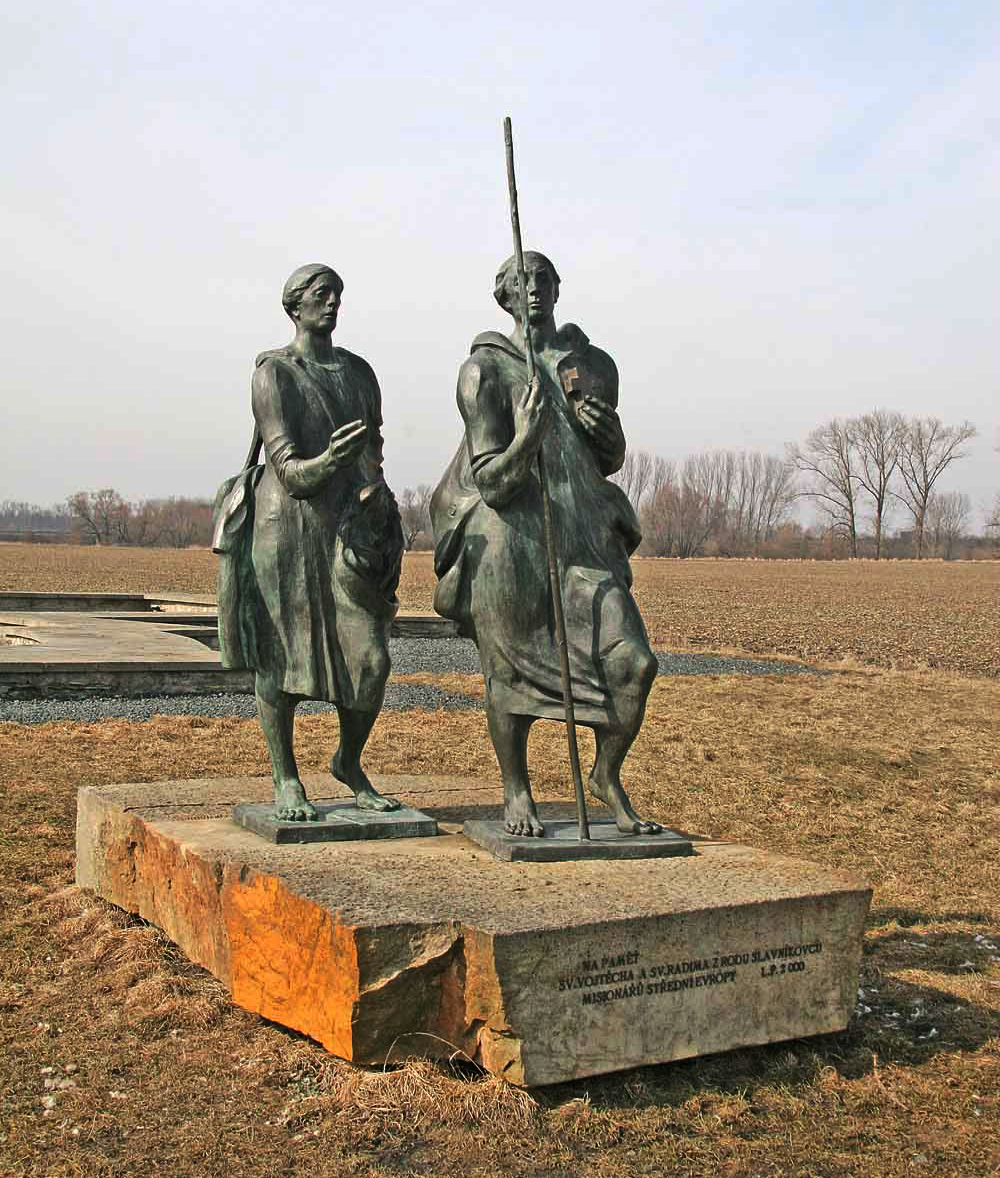
Slavníkovci svatý Vojtěch a Radim. Podle části historiků byli Charváti.

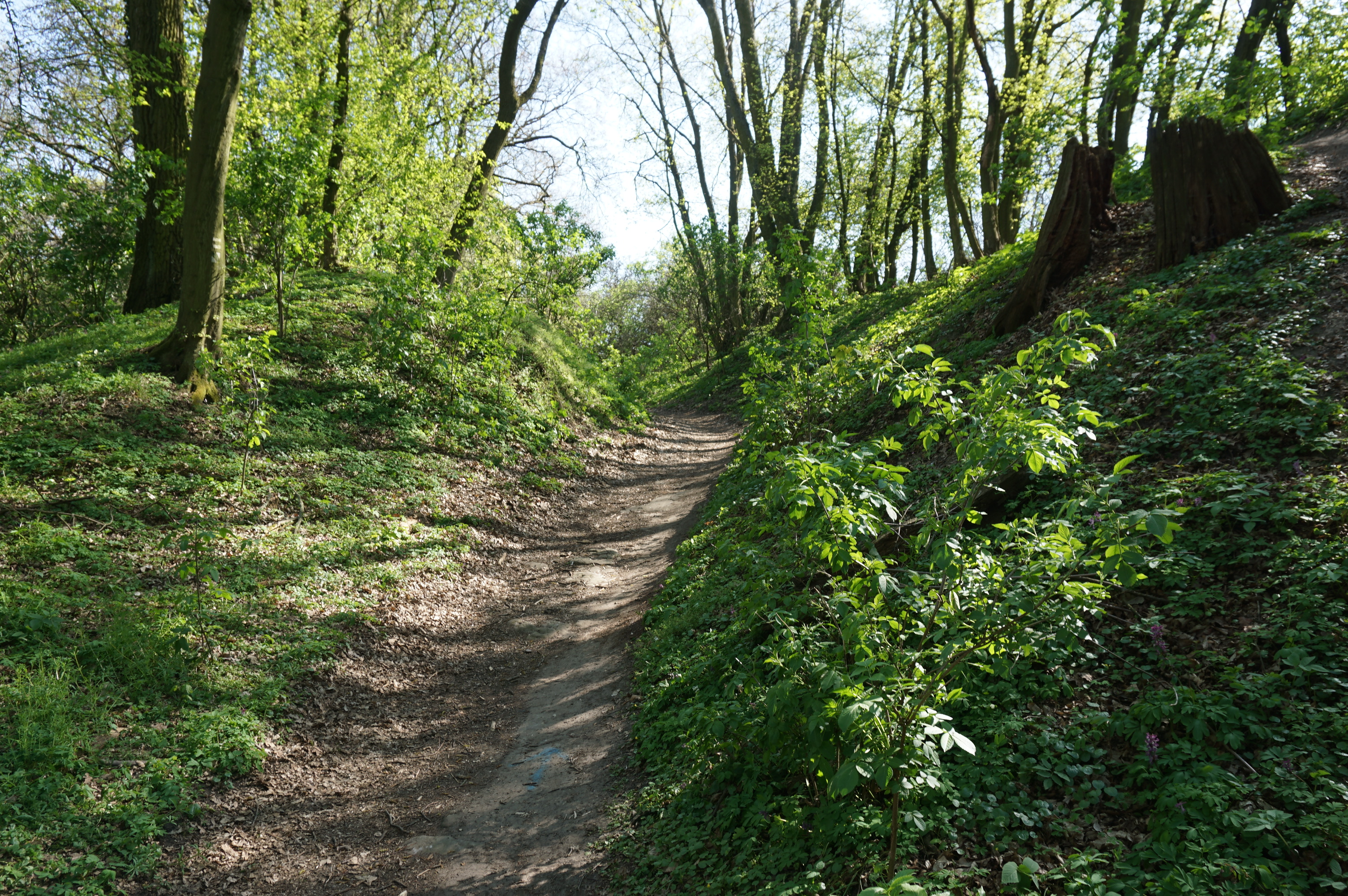
Hradiště Chloumek, zřejmě jedno z největších charvátských hradišť

Dle některých historiků byli Slavníkovci členy charvátské knížecí rodiny. Podle historika B. Waldstein-Vartenberga byli potomci charvátských knížat i Markvartici. Pokud budeme vycházet z bádání historiků, jako například Rudolf Turek nebo B. Waldstein-Wartenberg, byli by potomci charvátských knížat například biskup Vojtěch, svatý Radim, Čeněk z Vartenberka či Albrecht z Valdštejna.